# Eleonore Wilhelmine von Anhalt-Köthen

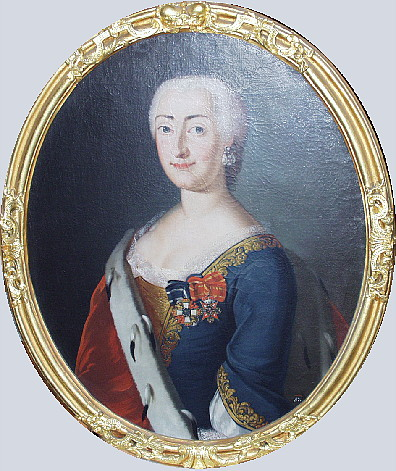
Eleonore Wilhelmine von Anhalt-Köthen, Herzogin von Sachsen-Weimar, Gemälde von Johann Georg Dietrich

Eleonore Wilhelmine von Anhalt-Köthen (* 7. Mai 1696 in Köthen; † 30. August 1726 in Weimar) war eine Prinzessin von Anhalt-Köthen und durch Heirat nacheinander Prinzessin von Sachsen-Merseburg und Herzogin von Sachsen-Weimar.

## Leben
Eleonore Wilhelmine war die älteste Tochter des Fürsten Emanuel Lebrecht von Anhalt-Köthen (1671–1704) aus dessen Ehe mit Gisela Agnes von Rath, Gräfin von Nienburg (1669–1740). Sie heiratete in erster Ehe am 15. Februar 1714 in Köthen Prinz Friedrich Erdmann von Sachsen-Merseburg (1691–1714), der aus Anlass dieser Vermählung mit dem Amt Finsterwalde apanagiert wurde, aber schon vierzehn Wochen nach der Hochzeit überraschend starb.
Eleonore Wilhelmine vermählte sich in zweiter Ehe am 24. Januar 1716 in Nienburg mit Herzog Ernst August I. von Sachsen-Weimar (1688–1748). Während der Hochzeitsfeierlichkeiten lernte Eleonore Wilhelmines Bruder Leopold den in Weimar tätigen Johann Sebastian Bach kennen und holte ihn als Hofkapellmeister nach Köthen. Eleonore Wilhelmine fungierte auch als Patin für Bachs Sohn Leopold August.
Die Ehe mit Ernst August wurde als glücklich beschrieben. In ihrer zehnjährigen Ehe gebar sie acht Kinder. Nach der Geburt des Erbprinzen wurde im Land die Primogeniturordnung festgelegt. Eleonore Wilhelmines Tod traf Ernst August so schwer, dass er Weimar verließ und sich auf ausgedehnte Reisen begab. Die Herzogin wurde in der Weimarer Fürstengruft bestattet.

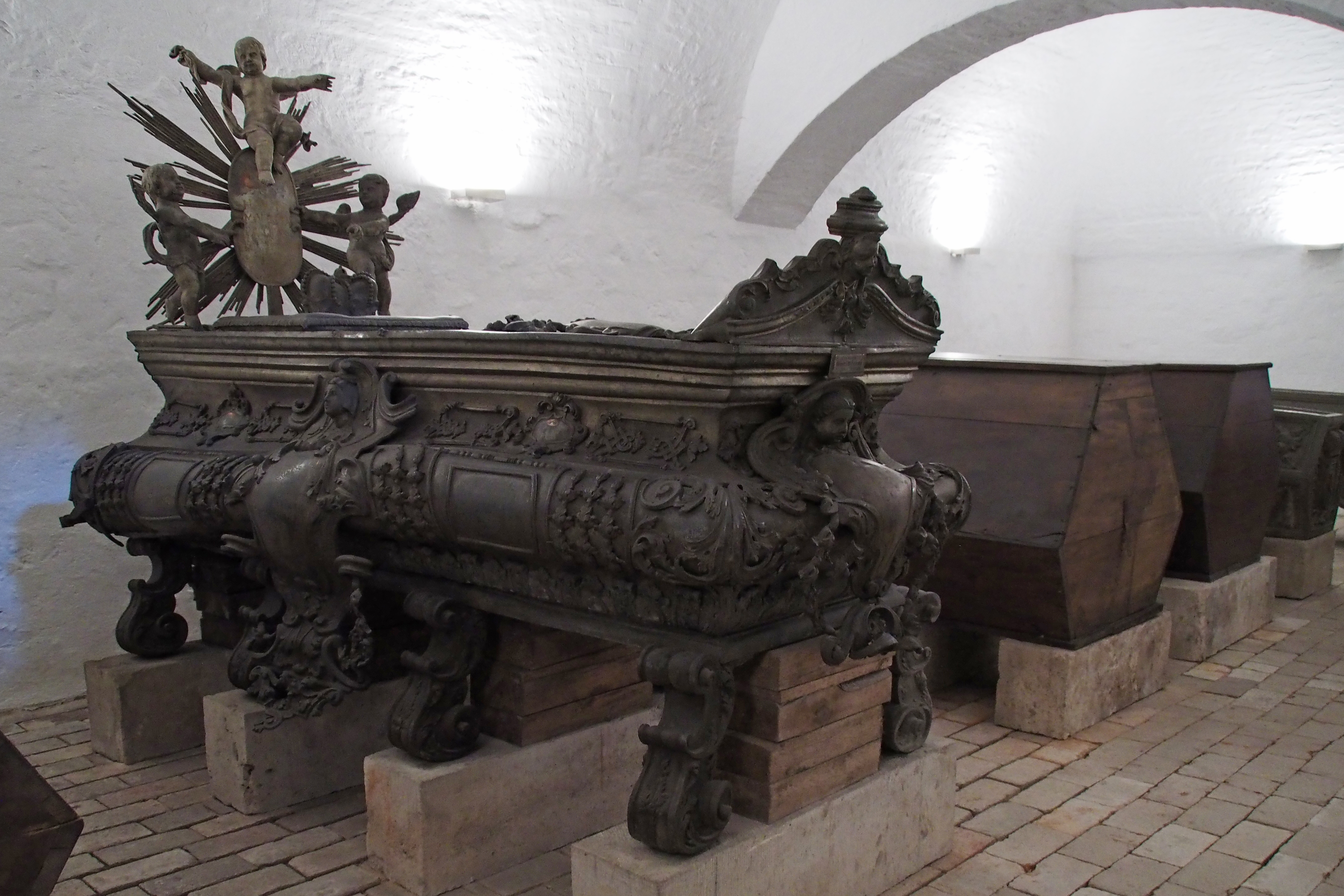
Sarg der Herzogin in der Fürstengruft Weimar

## Nachkommen
Aus ihrer Ehe mit Ernst August I. von Sachsen-Weimar hatte Eleonore Wilhelmine folgende Kinder:
- Wilhelm Ernst (1717–1719)
- Wilhelmine Auguste (1717–1752)
- Johann Wilhelm (1719–1732)
- Charlotte Agnesa (1720–1724)
- Johanna Eleonora (1721–1722)
- Ernestine Albertine (1722–1769)

⚭ 1756 Graf Philipp II. Ernst zu Schaumburg-Lippe (1723–1787)
- Bernhardine Christiane Sophie (1724–1757)

⚭ 1744 Fürst Johann Friedrich von Schwarzburg-Rudolstadt (1721–1767)
- Emanuel Friedrich (1725–1729)